# Манастир Сисојевац
Манастир Сисојевац је манастир Епархије Браничевске Српске православне цркве, који се налази крај реке Црнице, у селу Сисевцу у општини Параћин.

## Историја
Подигнут је највероватније у осмој деценији 14. века, а у изворима се први пут помиње 1398. године, у једној повељи кнегиње Милице, издатој, вероватном ктитору манастира, монаху Сисоју Синаиту. Игуман Сисоје је од књегиње добио тада имање у тзв. Параћинском броду, на реци Црници. Манастир је био задужбина из времена српског кнеза Лазара Хребељановића. Манастирска црква је подигнута у Моравском стилу и посвећена је Преображењу, а живопис у њеној унутрашњости, сачуван само у фрагментима, потиче из времена после 1402. године. Крајем 17. века је манастир напуштен и временом је зарушен, каквим га описује и Феликс Каниц. 
Манастирски монаси су 1509. године одлазили да скупљају милостињу у Русији. У манастирској цркви су по њиховом казивању тада биле мошти Св. Сисоја. Постојао је велики култ његовог обожавања у народу, који се ту окупљао мада је светиња била тешко доступна, у густој шуми. У писму писаном у Пожаревцу 25. маја 1689. године, Патријарх Арсеније Чарнојевић наводи међу непокретним добрима манастира Раванице и "метох Сисоје на Чрвнику на крстате Чрнице" (Црнице). Манастир се заиста одувек налазио на поседу раваничком. Два века касније, године 1891. у анализи географске аустријске карте Србије из 1721. године, каже се да су "на извору Црнице око садашњих развалина манастира" два села. Видела су се у тој слабо насељеној области само села Сисојевац и Манастир. Године 1931. археолог др Владислав Петковић, који је намеравао да ту врши ископавања, примећује за манастирску цркву: "ова црква је без крова и затрпана, исто је тако велика као и Раваница и сва је живописана." У цркви је било рушевине до 1-2 метра дебљине између зидова, од горњих делова који су ту пали. Око храма су се назирали бедеми са ћелијама као и пиргови.
Моравска бановина је 1931. године финансирала археолошко истраживање комплекса. Екипу од 14 истраживача која је радила ископавања две недеље дана током септембра месеца, предводио је археолог Петковић из Београда. Управник оближњег сењског рудника Шваба, Шпет је био од велике помоћи. Обнову манастира је обавио Републички завод за заштиту споменика културе, у периоду од 1972. до 1978. године. Сисојевац је 1985. године постао метох оближњег манастира Раванице, а нартекс на манастирској цркви је обновљен 1993. године.
Данас се налази под заштитом Републике Србије, као споменик културе од великог значаја.
Игуман манастира је архимандрит Матеј Ристановић.

## Архитектура
Манастирска црква има триконхоналну основу, са апсидама које су споља седмостране, а изнутра полукружне и одговара сажетом типу цркава Моравског типа. Дужина цркве је била 22 метра. Њена унутрашњост је подељена на три дела, са куполом над средњим, док се на западној страни налази квадратни нартекс, подигнут када и црква. Била је надвишена једним кубетом, а припрата је имала горе неку врсту куле.
Иако по основи и времену подизања припада Моравском стилу, њена спољашњост није тако украшена. Њене фасаде су украшене низом витких лезена повезаних плитким слепима аркадама, а изнад њих, до самог кровног венца развијен је фриз слепих аркадица које се ослањају на једноставно профилисане конзоле.
Управник београдског Народног музеја др Петковић је у јесен 1931. године открио у самој цркви гробно место преподобног Сисоја Синаита . Ктиторова гробница се налазила уз јужни зид цркве, покривена необрађеном плочом без икаквих натписа.

## Живопис
Сама спољашњост је била омалтерисана и украшена сликаном декорацијом. У њеној унутрашњости има мало трагова иначе светлијег живописа, који се, према данас несталом портрету Стефана Лазаревића, смешта у доба после 1402. године. Поред његовог, данас се више не види ни ктиторски портрет, који се налазио на јужном зиду, док су се у олтарском делу данас налазиле и сцене из Старог завета (Три младића у пећи огњеној и Жртва Аврамова). Интересантна је и ретко виђена паробола Христова о царској свадби. 
У самом наосу се данас још виде фреске светих ратника у стајаћем положају и сцене Христових чуда и хипербола, док су изнад њих приказана попрсја светитеља у тзв. медаљонима.